# Lindon (Tierra Media)
Lindon (en élfico: «tierra del canto») es un reino ficticio que pertenece al legendarium creado por el escritor británico J. R. R. Tolkien. Fue el nombre de la región al oeste de las Montañas Azules. Era la única parte de Beleriand (aparte de algunas islas sueltas) que no había sucumbido bajo las aguas del Gran Mar, o Belegaer, tras la Guerra de la Cólera, y correspondía al país de Ossiriand. En los días de la Primera Edad del Sol, se le había dado ese sobrenombre a la región a causa de la afición de los Laiquendi por el canto, y desde la Segunda Edad llevó tan solo ese nombre. A finales de la Segunda Edad contaba con treinta y cinco mil habitantes, y después de ello su población fue descendiendo progresivamente en las edades posteriores.

## Historia
En Edades de los Árboles, estos terrenos fueron atravesados por la migración de los tres principales clanes de Altos Elfos: Los Vanyar, Noldor y Teleri, que marchaban hacia las costas hacia Valinor. Diversos grupos de elfos Teleri se fueron separando, y una porción de ellos, llamados los elfos Nandor, fueron los que habitaron la zona. A estos Elfos se les conoció con el nombre de Laiquendi, y eran, entre otras habilidades, famosos por sus cantos. Cuando los Noldor regresaron a la Tierra Media llamaron a estos territorios Lindon, en homenaje a las hermosas voces de sus habitantes.
Los habitantes de esta zona, también fueron llamados Elfos Verdes y participaron activamente en la Primera Batalla de Beleriand, cuando las huestes de Melkor avanzaron hasta Amon Ereb; en dicha batalla cayó su señor Denethor y desde entonces los Laiquendi se retiraron a sus bosques en Ossiriand.
En el territorio tendría lugar el primer encuentro de Finrod Felagund con los Edain en el año 310 P.E. Tras la Guerra de la Cólera  una buena parte de Ossiriand y Thargelion quedó anegada por las aguas de Belegaer, pero el territorio que quedó al margen del cataclismo fue rápidamente colonizado por los Elfos, a la cabeza de los cuales se encontraban Círdan el Constructor de Barcos y Gil-Galad, hijo de Fingon y Rey Supremo de los Noldor, que se convertiría en Señor de todos los Elfos del país.

### Segunda Edad
Durante la Segunda Edad, el reino creció en poder y sabiduría, expectante ante cualquier amenaza. Se fundaron las ciudades de Harlond y Forlond –donde residían Gil-Galad y Elrond- y los Puertos Grises de Mithlond, hogar de Círdan, Galadriel, Celeborn y Celebrimbor, y lugar desde donde partían los barcos élficos rumbo a Aman. También, dentro de las fronteras del reino, los Enanos mantuvieron algunas colonias mineras en las Montañas Azules, pero se mantuvieron independientes y Gil-Galad no mostró demasiado interés en ellos, dejándoles decidir sus propios asuntos.
En el año 600 las primeras naves de Númenor arribaron a Lindon comandadas por Vëantur. Se inicia entonces una profunda amistad entre los elfos de Lindon y los númenóreanos, amistad que se ve reforzada a partir del año 725, cuando su nieto Aldarion pisó la tierra de Lindon por primera vez, permaneciendo en ella hasta el año 727. Posteriormente, en el año 750, Celebrimbor, junto a Galadriel y Celeborn, marchó de Lindon para formar junto con otros Noldor el reino de Eregion, mientras que los segundos, tras permanecer algún tiempo con Celebrimbor en Acebeda, se instalaron posteriormente en Lórien.
Durante más de 1600 años, el Reino de Gil Galad gozó de una paz vigilante, desentendiéndose de los problemas ajenos a él. Las relaciones con Númenor se fueron estancando hasta desaparecer, por lo que el conflicto entre Sauron y Númenor no fue especialmente seguido por los Eldar. Tras la destrucción de Númenor y la fundación de los Reinos en el Exilio, Gil-Galad reanudó su amistad con los Dúnedain, amistad que pronto se iba a antojar necesaria. Huido de la Ruina de Númenor, Sauron volvió a Mordor en el año 3319 y en el 3429 atacó Gondor. Gil-Galad decidió pasar a la ofensiva y acabar de una vez por todas con la amenaza. En el 3430 estableció la Última Alianza de Elfos y Hombres, y un año después Círdan y él salieron de Lindon con un gran ejército; Gil-Galad nunca regresó a su reino, pero Sauron fue derrotado, aunque para desgracia de todos el Anillo Único no fue destruido.

### Tercera Edad

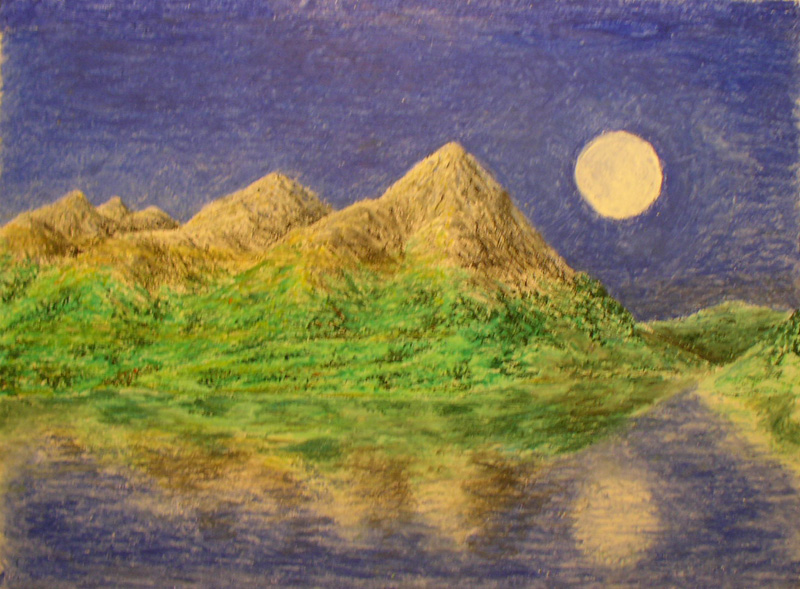
Representación de Lindon

Tras la muerte de Gil-Galad, Círdan se convirtió en señor de Lindon aunque jamás tomó el título de rey. En el año 1000, en los Puertos Grises recibieron a los Istari, el último de los cuales, Gandalf, atrajo el interés de Círdan el cual le confió el Anillo Narya. En el año 1300, de nuevo una sombra se cernió sobre Eriador, porque se había fundado en esa época el Reino de Angmar. En el año 1409, la ayuda de Círdan evitó la caída de Arthedain, pero nada se pudo hacer 565 años más tarde, cuando Fornost fue finalmente tomada por el Rey Brujo. En el año 1975, Círdan mandó tropas a pelear por la caída capital de la antigua Arnor, que fue recuperada gracias a los aliados de Gondor y Rivendel, pero el rey había huido y el reino ya no se volvería a restablecer hasta los días de Elessar.
Apartados el resto de la Tercera Edad, los elfos de Lindon fueron abandonando lentamente la Tierra Media y la importancia de su tierra yacía en los Puertos Grises. A ellos arribaron al final de la Tercera Edad casi todos los grandes señores elfos, Galadriel y Elrond incluidos, al igual que Frodo, Bilbo y algunos de sus compañeros, para embarcarse para siempre rumbo a Valinor.